# 湘漪
湘漪（英語：Sheung Yi，？—）出生于香港，香港前女演員，原名梁翠屏，曾為佳藝電視、無綫電視及亞洲電視旗下藝人，她現時已完全淡出娛樂圈。

## 簡歷
1950年代中期、湘漪在麗的呼聲演出廣播劇，後來先後加入無綫電視、佳藝電視及亞洲電視，曾演出多套電視劇如《武則天》、《強人》、《火鳳凰》及《楊門女將》等等，她的威嚴形象深入人心，如她曾兩次飾演武則天（分別在無綫電視和佳藝電視）及兩次飾演佘太君。1990年代初再次重返亞洲電視臺，之後就翌年淡出電視圈，湘漪亦是息影前最近參與演出的電視劇已是2003年曾為亞洲電視拍攝的劇集萬家燈火，至2004年淡出幕前。

## 演出作品列表

### 電視劇 (佳藝電視)
- 1976年：隋唐風雲 飾 蕭
- 1976年：武則天 飾 武則天
- 1977年：追虎擒龍 飾 陳姑娘

### 電視節目 (無綫電視)
- 1981年：婦女新姿

### 電視劇 (無綫電視)
- 1970年：陋巷
- 1970年：清宮怨 飾 隆裕皇后
- 1971年：玻璃動物園
- 1971年：鍍金世界
- 1972年：武則天 飾 武則天
- 1978年：強人 飾 香程雪怡
- 1979年：抉擇 飾 張玉燕
- 1979年：刀神 飾 教主夫人
- 1980年：勢不兩立 飾 張桂瑛
- 1981年：火鳳凰 飾 宋宣儀
- 1981年：楊門女將 飾 佘太君
- 1982年：神女有心 飾 來秀琴
- 1982年：痴情劫
- 1983年：豹子膽
- 1983年：夕陽塘畔 飾 方郭德慧
- 1984年：畫出彩虹 飾 邦母
- 1985年：挑戰 飾 楊寶琪
- 1985年：楊家將 飾 楊令婆(中年佘太君)
- 1986年：聖劍天嬌
- 1986年：赤腳紳士 飾  何太 (呂方投靠的人)
- 1986年：黃金十年 飾 毛銀有(田永泰祖母)
- 1987年：季節 飾 梁詠琴
- 1987年：鄭成功 飾 鄭芝龍母
- 1987年：杜心五 飾 慈禧
- 1987年：生命之旅 飾 翁醫生 (屈家裕母亲)
- 1987年：書劍恩仇錄 飾 太后
- 1989年：我愛俏冤家
- 1989年：婆媽女婿
- 1990年：香港蛙人 飾 羅輝妻
- 1991年：人海驕陽 飾 何玉好

### 電視劇 (亞洲電視)
- 1992年：《鐳射劇場之偏門家族 》
- 1992年：摩登七十二家房客
- 1992年：八婆會館／珠光鬥寶氣 飾 馬惠
- 2003年：萬家燈火飾 高林佩雲

### 電視劇 (香港電台)
- 1992年：歲月流情 1992[5]

### 廣播劇 (麗的呼聲)
- 1972年：十二游客 飾 姚蘭茜

### 廣播劇 (香港電台)
- 1984年：母親大人 飾 阿媽
- 1985年：女中丈夫 飾 五嫂

### 電影
- 1986年《霹靂大喇叭》
- 1987年《開心快活人》
- 1987年《不是冤家不聚頭》
- 1988年《應召女郎1988》
- 1989年《龍之爭霸》
- 1989年《奇蹟》

## 節目

### 主持電視節目 (無綫電視)
- 1981年至1992年：婦女新姿

## 外部連結
- 湘漪在香港影庫上的簡介